# Bunocephalus coracoideus
Bunocephalus coracoideus es una especie de pez de la familia Aspredinidae en el orden de los Siluriformes.

## Morfología
• Los machos pueden llegar alcanzar los 11 cm de longitud total.

## Hábitat
Es un pez de agua dulce y de clima tropical.

## Distribución geográfica
Se encuentran en Sudamérica:  cuenca del río Amazonas.